# Mehmet Ağaoğlu
Pour les articles homonymes, voir Ağaoğlu.
Mehmet Ağaoğlu (Erevan, 24 août 1896 - 4 juillet 1949) est un historien des arts de l'Islam d'origine turque, qui fut conservateur de plusieurs musées en Turquie et aux États-Unis.

## Parcours
Après des études au lycée classique russe (1904-1912), Mehmet Ağaoğlu entame des études universitaires en 1912 au département orientale de l'université de Moscou, dont il est diplômé en 1916. Après une série de voyages dans le monde islamique, il se rend à l'université d'Istanbul, puis en Europe, où il étudie à Berlin sous la direction de Ernst Herzfeld, et à Vienne sous celle de Josef Strzygowski. Il sort de l'université autrichienne diplômé d'un doctorat en 1926, et retourne l'année suivante en Turquie, où il est tout d'abord nommé conservateur du Cinili Kiosk du palais de Topkapı, puis conservateur du musée des arts turcs et islamiques en 1928. À partir de 1929, il s'exile aux États-Unis, où il participe à la fondation du département proche-oriental du Detroit Institute of Art, puis enseigne l'histoire des arts de l'islam à l'université du Michigan. Polyglotte, il mène à bien plusieurs expositions, et consacre les années 1940-1947 à rédiger un Corpus of Islamic Metalwork, resté non publié. Il est également le fondateur de la revue Ars islamica. 

## Principaux ouvrages
- History of Islamic art, Istanbul, 1928 (en turc)
- Persian bookbindings of fifteenth century, Ann Arbor, 1935
- Safavid rugs and textiles, the collection of the shrine of imâm 'Ali at Najaf, New York, 1941

## Sources
- Adèle Coulin-Weibel, « Mehmet Aga Oglu », Ars islamica, vol. 15-16, 1951, p. 267-271.